# 카디시야 SC
카디시야 스포팅 클럽(아랍어: نادي القادسية الرياضي)은 쿠웨이트의 수도인 쿠웨이트시티를 연고로 하는 축구 클럽이다. 이 팀은 1953년에 알자지라 SC로 창단했으며 1960년 현재의 이름으로 바꿨다. 현재는 쿠웨이트 프리미어리그에 참가하고 있다.

## 성적
- 쿠웨이트 프리미어리그 16회 우승 (1968–69, 1970–71, 1972–73, 1974–75, 1975–76, 1977–78, 1991–92, 1998–99, 2002–03, 2003–04, 2004–05, 2008–09, 2009–10, 2010–11, 2011–12, 2013–14)
- 쿠웨이트 아미르컵 16회 우승 (1964–65, 1966–67, 1967–98, 1971–72, 1973–74, 1974–75, 1978–79, 1988–89, 1993–94, 2002–03, 2003–04, 2006–07, 2009–10, 2011–12, 2012–13, 2017-18)
- 쿠웨이트 크라운 프린스 컵 8회 우승 (1998, 2002, 2004, 2005, 2006, 2009, 2013, 2014)
- 쿠웨이트 페더레이션컵 4회 우승 (2007–08, 2008–09, 2010–11, 2012–13)
- 쿠웨이트 슈퍼컵 4회 우승 (2009, 2011, 2013, 2014)
- 알쿠라피컵 2회 우승 (2002–03, 2005–06)
- AFC컵 1회 우승 (2014)
- 걸프 클럽 챔피언스컵 2회 우승 (2000, 2005)

## 선수 명단

### 현역
참고: FIFA 자격 규정에 따라 소속된 국가대표팀 국기를 표시합니다. 선수는 복수의 FIFA 비회원국 국적을 가지고 있을 수 있습니다.
| 번호 | 포지션 | 국적     | 이름            |
| ---- | ------ | -------- | --------------- |
| 7    | MF     | 리비아   | 술라 모하메드   |
| 17   | FW     | 쿠웨이트 | 바데르 알무타와 |
| 21   | MF     | 이집트   | 압둘라 모타웨아 |

| 번호 | 포지션 | 국적       | 이름             |
| ---- | ------ | ---------- | ---------------- |
| 35   | GK     | 쿠웨이트   | 칼레드 알 라시디 |
| 44   | MF     | 나이지리아 | 다니엘 아히볼라  |

## 역대 감독
| 감독                   | 임기      |
| ---------------------- | --------- |
| 밀랸 밀랴니치          | 1983~1984 |
| 바비 캠벨              | 1985~1986 |
| 루이스 펠리피 스콜라리 | 1988~1990 |
| 루이스 펠리피 스콜라리 | 1992      |
| 젤코 페트로비치        | 2024 ~    |